# کارلو کانگاسنیمی
کارلو کانگاسنیمی (انگلیسی: Kaarlo Kangasniemi؛ زادهٔ ۴ فوریه ۱۹۴۱) وزنه‌بردار اهل فنلاند بود.
وی در مسابقات کشوری و بین‌المللی در مجموع برندهٔ ۵ مدال طلا، ۱ مدال نقره، ۲ مدال برنز شده‌است.